# الغ‌بیگ (ازبکستان)
الغ‌بیگ (به ازبکی: Ulugbek) یک منطقهٔ مسکونی در ازبکستان است که در تاشکند واقع شده‌است. الغ‌بیگ ۷٬۸۰۰ نفر جمعیت دارد.